# Discografia de The Police
Este artigo apresenta a discografia completa da banda de rock britânica, The Police.

## Álbuns de estúdio
| Data de lançamento (GBR) | Álbum                |
| ------------------------ | -------------------- |
| Novembro de 1978         | Outlandos d'Amour    |
| Outubro de 1979          | Reggatta de Blanc    |
| Outubro de 1980          | Zenyattà Mondatta    |
| Outubro de 1981          | Ghost in the Machine |
| Junho de 1983            | Synchronicity        |

## Álbuns ao vivo
| Data de lançamento (GBR) | Álbum                             |
| ------------------------ | --------------------------------- |
| Junho de 1995            | Live!                             |
| Novembro de 2008         | Certifiable: Live in Buenos Aires |

## Trilhas sonoras e outras contribuições
| Data de lançamento (GBR) | Álbum                             |
| ------------------------ | --------------------------------- |
| Setembro de 1981         | The Secret Policeman's Other Ball |
| Maio de 1982             | Urgh! A Music War                 |
| Junho de 1982            | Brimstone and Treacle             |
| Julho de 1997            | Strontium 90: Police Academy      |

## Coletâneas
| Data de lançamento (GBR) | Álbum                                                  |
| ------------------------ | ------------------------------------------------------ |
| Outubro de 1986          | Every Breath You Take: The Singles                     |
| Outubro de 1992          | Greatest Hits                                          |
| Setembro de 1993         | Message in a Box: The Complete Recordings              |
| Setembro de 1995         | Every Breath You Take: The Classics \|Setembro de 1995 |
| Novembro de 1997         | The Very Best of Sting & The Police                    |
| Fevereiro de 2002        | The Very Best of Sting & The Police(relançamento)      |
| Junho de 2007            | The Police                                             |

## Vídeos

### VHS
- Around The World (1982)
- Synchronicity Concert (1984)
- Every Breath You Take: The Videos (1986)
- Greatest Hits (1992)
- Outlandos to Synchronicities – A history of The Police Live! (1995)
- The Very Best Of Sting & The Police (1997)

### DVD
- Live Ghost in the Machine (2001) (Japan-only release)
- Live '79 at Hatfield Polytechnic (2002) (Japan-only release)
- Every Breath You Take: The DVD (2003)
- Synchronicity Concert (2005) Cocerto de Atlanta, feito em 1983
- Everyone Stares: The Police Inside Out (2006) – filme documentário de Stewart Copeland
- Greatest Video Hits (2007)
- Certifiable: Live in Buenos Aires (2008) Show da urnê de reunião feito em Buenos Aires em 2007.
- Can't Stand Losing You: Surviving The Police (2013)

### Blu-Ray
- Certifiable: Live in Buenos Aires (2008)

## Singles
| Mês de lançamento (GBR)          | Canção                                                           | UK singles | U.S. Hot 100 | U.S. Main- stream Rock | German Singles Chart | Italian Singles Chart | French Singles Chart | Dutch Top 40 | Album                                 |
| -------------------------------- | ---------------------------------------------------------------- | ---------- | ------------ | ---------------------- | -------------------- | --------------------- | -------------------- | ------------ | ------------------------------------- |
| Maio de 1977                     | "Fall Out"                                                       | —          | —            | —                      | —                    | —                     | —                    | —            | —                                     |
| Abril de 1978                    | "Roxanne"                                                        | —          | —            | —                      | —                    | —                     | —                    | —            | Outlandos d'Amour                     |
| Setembro de 1978                 | "Can't Stand Losing You"                                         | 42         | —            | —                      | —                    | —                     | —                    | —            | Outlandos d'Amour                     |
| Novembro de 1978                 | "So Lonely"                                                      | —          | —            | —                      | —                    | —                     | —                    | —            | Outlandos d'Amour                     |
| Abril de 1979 (relançamento)     | "Roxanne"                                                        | 12         | 32           | —                      | —                    | —                     | 8                    | 21           | Outlandos d'Amour                     |
| Junho de 1979 (relançamento)     | "Can't Stand Losing You"                                         | 2          | —            | —                      | —                    | —                     | 7                    | 9            | Outlandos d'Amour                     |
| Setembro de 1979                 | "Message in a Bottle"                                            | 1          | 74           | —                      | 35                   | 48                    | 5                    | 2            | Reggatta de Blanc                     |
| Novembro de 1979 (relançamento)  | "Fall Out"                                                       | 47         | —            | —                      | —                    | —                     | —                    | —            | —                                     |
| Novembro de 1979                 | "Walking on the Moon"                                            | 1          | —            | —                      | —                    | —                     | 2                    | 9            | Reggatta de Blanc                     |
| 1980 (somente ALE e FRA)         | "Bring on the Night"                                             | —          | —            | —                      | —                    | —                     | 6                    | —            | Reggatta de Blanc                     |
| Fevereiro de 1980 (relançamento) | "So Lonely"                                                      | 6          | —            | —                      | —                    | —                     | 10                   | 31           | Outlandos d'Amour                     |
| Outubro de 1980                  | "Don't Stand So Close to Me"                                     | 1          | 10           | 11                     | 23                   | 40                    | 7                    | 3            | Zenyatta Mondatta                     |
| Dezembro de 1980                 | "De Do Do Do, De Da Da Da"                                       | 5          | 10           | —                      | 15                   | 49                    | 9                    | 11           | Zenyatta Mondatta                     |
| Setembro de 1981 (somente GBR)   | "Invisible Sun"                                                  | 2          | —            | —                      | —                    | —                     | 4                    | —            | Ghost in the Machine                  |
| Outubro de 1981                  | "Every Little Thing She Does Is Magic"                           | 1          | 3            | 1                      | 21                   | 25                    | 5                    | 1            | Ghost in the Machine                  |
| Dezembro de 1981                 | "Spirits in the Material World"                                  | 12         | 11           | 7                      | 44                   | —                     | 4                    | 6            | Ghost in the Machine                  |
| Maio de 1982 (somente EUA)       | "Secret Journey"                                                 | —          | 46           | 29                     | —                    | —                     | —                    | —            | Ghost in the Machine                  |
| Maio de 1983                     | "Every Breath You Take"                                          | 1          | 1            | 1                      | 8                    | 3                     | 10                   | 6            | Synchronicity                         |
| Julho de 1983                    | "Wrapped Around Your Finger"                                     | 7          | 8            | 9                      | 32                   | 25                    | 6                    | 17           | Synchronicity                         |
| Outubro de 1983                  | "Synchronicity II"                                               | 17         | 16           | 9                      | —                    | —                     | —                    | —            | Synchronicity                         |
| Janeiro de 1984                  | "King of Pain"                                                   | 17         | 3            | 1                      | 57                   | —                     | 10                   | —            | Synchronicity                         |
| Outubro de 1986                  | "Don't Stand So Close to Me '86"                                 | 24         | 46           | 10                     | —                    | —                     | —                    | 20           | Every Breath You Take: The Singles    |
| 1995                             | "Can't Stand Losing You/Reggatta de Blanc" (ao vivo)             | 27         | —            | —                      | —                    | —                     | —                    | —            | Live!                                 |
| 1997                             | "Roxanne '97" (featuring Pras)                                   | 17         | 59           | —                      | —                    | 14                    | —                    | 38           | The Very Best of Sting and the Police |
| 2000                             | "When The World Is Running Down" (Different Gear vs. The Police) | 28         | —            | —                      | —                    | —                     | —                    | —            |                                       |